# Luis Enrique Mendoza
Luis Enrique Mendoza (San Onofre, 7 de abril de 1965) es un exboxeador profesional colombiano que compitió entre 1985 y 1998.

## Trayectoria
Participó en los Juegos Panamericanos de 1983, perdería en el primer asalto ante el boxeador dominicano Laureano Ramírez.
Se convirtió en profesional en 1985 y acumuló un récord de 26-2-2 antes de desafiar y vencer a su compatriota Rubén Darío Palacio, para ganar el título mundial de peso supergallo de la AMB.  Defendió el título cuatro veces, incluso contra el boxeador francés Fabrice Benichou.  Finalmente perdería el título ante el mexicano Raúl Pérez. 